# David Clement-Davies
David Clement-Davies (1964) è uno scrittore inglese di romanzi fantasy.
Meglio noto come l'autore dei libri fantasy che hanno per protagonisti animali quali La visione, Il portatore di fuoco e Fell (sequel de La visione).

## Biografia
David Clement-Davies nacque nel 1964 e frequentò la Scuola di Westminster e l'Università di Edimburgo dove studiò storia e letteratura inglese, specializzandosi nel Rinascimento italiano e nella società e letteratura russa. Ha iniziato la sua carriera di scrittore come giornalista freelance di viaggi e il suo primo romanzo, Il portatore di fuoco, fu pubblicato nel 1999. Fu seguito da La visione e Fell. Clement-Davies ha anche scritto un musical, due romanzi per adulti e sta attualmente lavorando su un'opera teatrale, ambientata nel presente e nel XVII secolo, intitolata Startled Anatomies, in contemporanea ai suoi libri per ragazzi.
David Clement-Davies ha vissuto nella regione Andalusia della Spagna e vive attualmente a Londra.

## Opere
- Il portatore di fuoco (Fire Bringer)
- La visione (The Sight)
- The Alchemists of Barbal
- Synopsis
- The Telling Pool
- Fell
- Michelangelo's Mouse
- The Blood Garden